# 徐載昌
徐載昌（朝鮮文:서재창、1866年-1884年12月13日）是韓國李氏朝鮮的軍人和革命家，開化黨的一員。他在少年時期赴日本留學，學成后歸國建立農業學校。1884年1月再次渡日，至7月間於戶山陸軍學校進修。歸國后他參與10月17日的甲申政變，3日后遭到官軍镇压而失敗。10月21日收押於漢城監獄，12月13日被槍決。

## 外部連結
- 서재필 선생의 외가, 보성 '성주 이씨' 조선일보 2008.06.29
- 서재필 외가의 태교철학 담긴 보성 오마이뉴스